# Утворення планет і планетних систем
Утворення планет та планетних систем - набір процесів формування та еволюції індивідуальних планет та планетарних систем.
Цілковитого розуміння процесів формування планет та їх ролі ще немає. Узагальнюючи дані спостережень, можна стверджувати що:
- Вони утворюються ще до моменту розсіяння протопланетного диску.
- Суттєву роль в формуванні відіграє акреція.
- Збагачення важкими хімічними елементами відбувається за рахунок планетозималей.

## Теорії формування
Точка відліку всіх міркувань про шляхи утворення планет - газопиловий (протопланетний) диск навколо формуючої зірки. Є два сценарії, як із нього утворюються планети.
1. Домінуючий на даний момент - акреціонний. Вважається формування з первісних планетозималей.
2. Другий полягає на тому, що планети сформувалися з первісних «згустків», внаслідок сколапсувавшихся.

Формування планети зупиняється, коли в молодій зорі розпочинаються ядерні реакції і вона розсіює протопланетний диск, за рахунок тиску сонячного вітру, ефекту Пойнтинга - Робертсона та інших.

### Акреційний сценарій
Спочатку з пилу утворюються перші планетозималі. Існує дві гіпотези як це відбувається:
- Перша затверджує, що вони ростуть шляхом парного зіткнення дуже малих тіл.
- Друга, що планетозималі формуються під час гравітаційного колапсу у середній частині протопланетного газопилового диску.

У міру зростання з'являються домінуючі планетозималі, які згодом стануть протопланетами. Розрахунок темпів їх росту досить різноманітний. Базою для них слугує рівняння Сафронова:
{\displaystyle {\frac {dM}{dt}}=\pi R^{2}F_{G}\Sigma _{p}{\sqrt {\frac {GM_{*}}{a^{3}}}}},
де R — розмір тіла, a — радіус його орбіти, M* — маса зорі, Σp — поверхнева площина планетозимальної області, а FG — так названий параметр фокусування, ключовий у цьому рівнянні, для різних ситуацій він визначається по різному.